# Hügel-Meier
Der Hügel-Meier (Asperula cynanchica), auch Hügel-Meister oder Bräunewurzel genannt, ist eine Pflanzenart aus der Gattung Meier (Asperula) innerhalb der Familie der Rötegewächse (Rubiaceae).

## Beschreibung

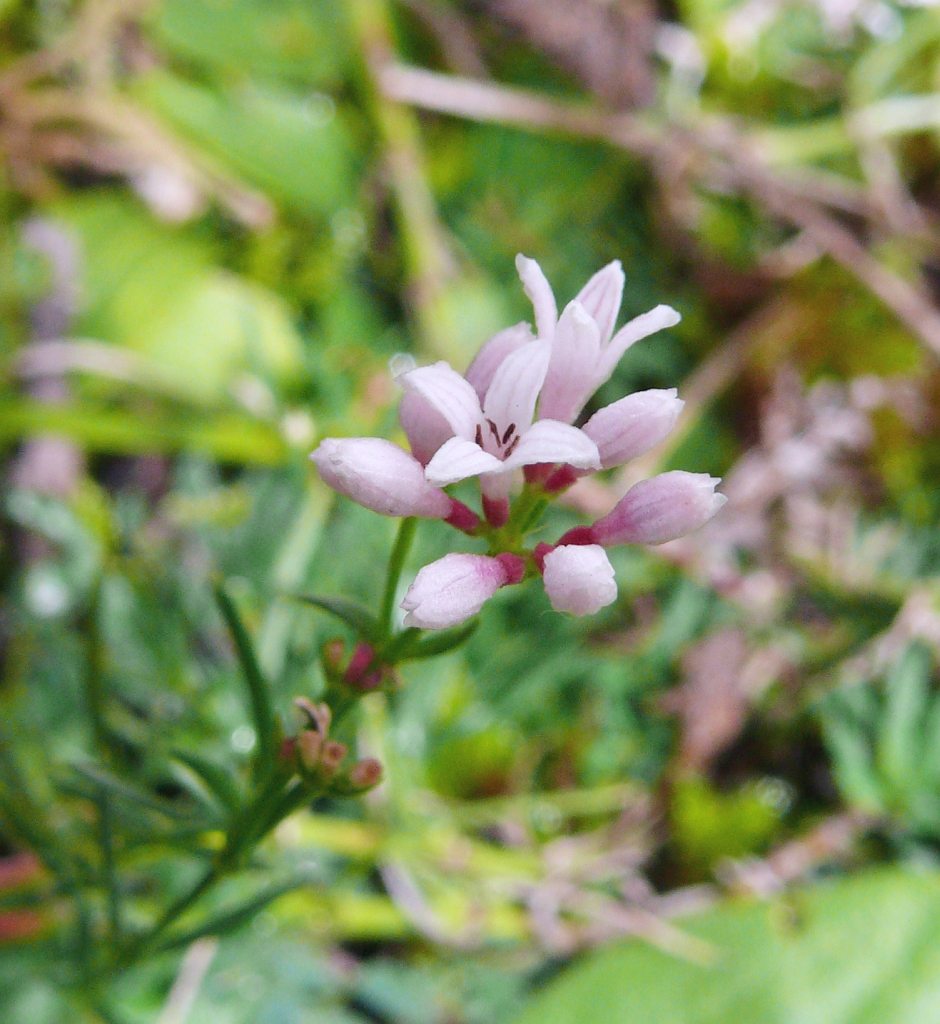
Blütenstand und vierzählige Blüten

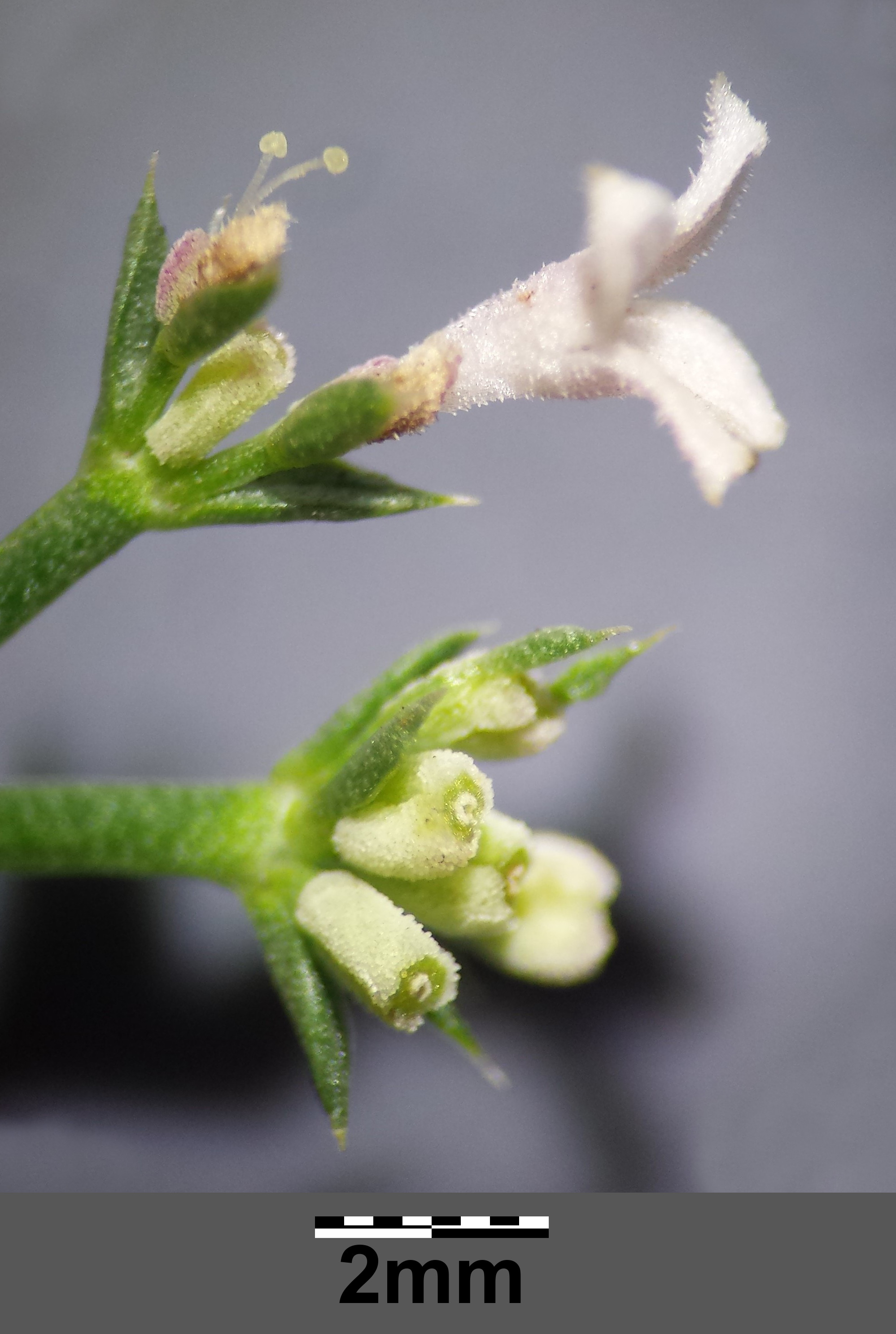
Die Kronblätter sowie die Früchte sind außen deutlich papillös (spitz-höckerig bzw. warzig)

### Vegetative Merkmale
Der Hügel-Meier ist eine sommergrüne, ausdauernde krautige Pflanze und erreicht Wuchshöhen von 10 bis 25, selten bis zu 50 Zentimetern. Der Hügel-Meier wächst lockerrasig. Die Stängel sind biegsam. Die Blätter stehen zu maximal viert in Quirlen. Die Blattspreite ist schmal-linealisch. Die unteren Stängelblätter sind zur Blütezeit vertrocknet. Die Stängelblätter im mittleren und oberen Bereich sind kürzer als die Internodien.

### Generative Merkmale
Die Blütezeit reicht von Juni bis September. Die Deckblätter besitzen eine Stachelspitze und überragen den Fruchtknoten nicht oder kaum. Die zwittrigen Blüten sind meist vierzählig. Die Blütenkrone ist hellrosafarben oder weiß und die Außenseite ist raukörnig. Die meist vier 3 bis 7 Millimeter langen Kronblätter sind verwachsen und die Kronröhre ist ein- bis zweimal so lang wie die Kronzipfel.
Die Teilfrüchte sind trocken, tragen keine hakigen Haare und sind deutlich warzig.
Die Chromosomenzahl beträgt 2n = 20, seltener 40.

## Ökologie
Der Hügel-Meier ist ein skleromorpher Hemikryptophyt. Es liegt ein reich verzweigtes Wurzelwerk vor, das eine vegetative Vermehrung als Wurzelkriecher ermöglicht.
Die Fremdbestäubung erfolgt durch Insekten, wie beispielsweise Zweiflügler, Schmetterlinge und Käfer (Entomophilie). Außerdem ist spontane Selbstbestäubung möglich. Diasporen sind die Teilfrüchte und es erfolgt Ameisen- oder durch Verdauungsausbreitung.

## Verbreitung, Standorte und Gefährdung
Der Hügel-Meier ist in Europa außer dem Norden weit verbreitet. Er kommt in Mitteleuropa im Süden häufig bis zerstreut vor, im Norden seltener. Die nördliche Verbreitungsgrenze verläuft im Bereich südliche Niederlande – Ahrtal – Süntel – Braunschweig – Süd-Mecklenburg-Vorpommern – Brandenburg. Er kommt in allen österreichischen Bundesländern häufig bis selten vor und gilt im niederösterreichischen Waldviertel, dem oberösterreichischen Mühlviertel und dem nördlichen Vorarlberg als gefährdet.
Der Hügel-Meier wächst in Kalkmagerrasen, an Böschungen, auf Sandfluren, in Trockengebüschsäumen, an Waldrändern und in Kiefern-Trockenwäldern. Er kommt vorwiegend über trockenen, kalkreichen Böden in der collinen bis subalpinen Höhenstufe vor und steigt bis 1800 m Seehöhe. Er ist in Mitteleuropa eine Charakterart der Klasse Festuco-Brometea, kommt aber auch in Gesellschaften der Verbände Erico-Pinion oder Molinion vor.

## Systematik
Die Erstveröffentlichung von Asperula cynanchica erfolgte 1753 durch Carl von Linné. Synonyme für Asperula cynanchica L. sind: Galium cynanchicum (L.) Scop., Asperula collina Salisb. nom. superfl., Asperula arenicola Reut., Asperula capillacea (Lange) Rouy, Asperula papillosa Lange, Asperula semiamicta Klokov, Asperula tenuiflora Jord., Asperula trabutii Sennen, Asperula cynanchica L. var. cynanchica.
Asperula cynanchica ist sehr formenreich. Man kann folgende Unterarten unterscheiden:
- Asperula cynanchica subsp. condensata (Heldr. ex Boiss.) Ehrend. & Krendl
- Asperula cynanchica L. subsp. cynanchica: Sie kommt von Europa bis zum Kaukasus vor.[8]
- Asperula cynanchica subsp. occidentalis (Rouy) Stace (Syn.: Asperula occidentalis Rouy): Sie kommt im nördlichen Spanien, im südwestlichen Frankreich, in Irland und im südwestlichen Großbritannien vor.[8][6]
- Asperula cynanchica subsp. pyrenaica (L.) Nyman (Syn.: Asperula pyrenaica L., Asperula tinctoria var. adhaerens Gren.): Sie kommt von den französischen und spanischen Pyrenäen bis zur Sierra de Aralar im nordöstlichen Spanien vor.[8]

Von einigen Autoren wurden auch zwei Varietäten unterschieden:
- Asperula cynanchica L. var. cynanchica mit rosafarbenen Blüten und einer bis zu 2,5 Millimeter langen Blütenkronröhre.
- Asperula cynanchica var. arenicola (Reut.) Gremli mit häufig weißen Blüten und einer über 2,5 Millimeter langen Kronröhre.